# Now That's What I Call Christmas!
 Now That's What I Call Christmas! é uma coletânea de vários artistas, lançado em 2001 que pertence a série Now That's What I Call Music!.